# Герб Нікольського району
Герб Нікольського райо́ну — офіційний символ Нікольського району Донецької області, затверджений 26 червня 2002 року рішенням № IV/2-43 сесії Нікольської районної ради.

## Опис
На лазуровому щиті з підвищеною зеленою хвилеподібною базою, тонко завершеною сріблом, два вузьких понижених срібних хвилеподібних пояса. Поверх всього чорний кам'яний обеліск, супроводжуваний зверху срібними мечем і шаблею, покладеними в косий хрест. Щит обрамлений вінком із золотих колосків і дубового листя, перевитим лазуровою стрічкою з написом "Нікольський район".
Комп'ютерна графіка — В. М. Напиткін, К. М. Богатов.